# Hôtel de Radouan

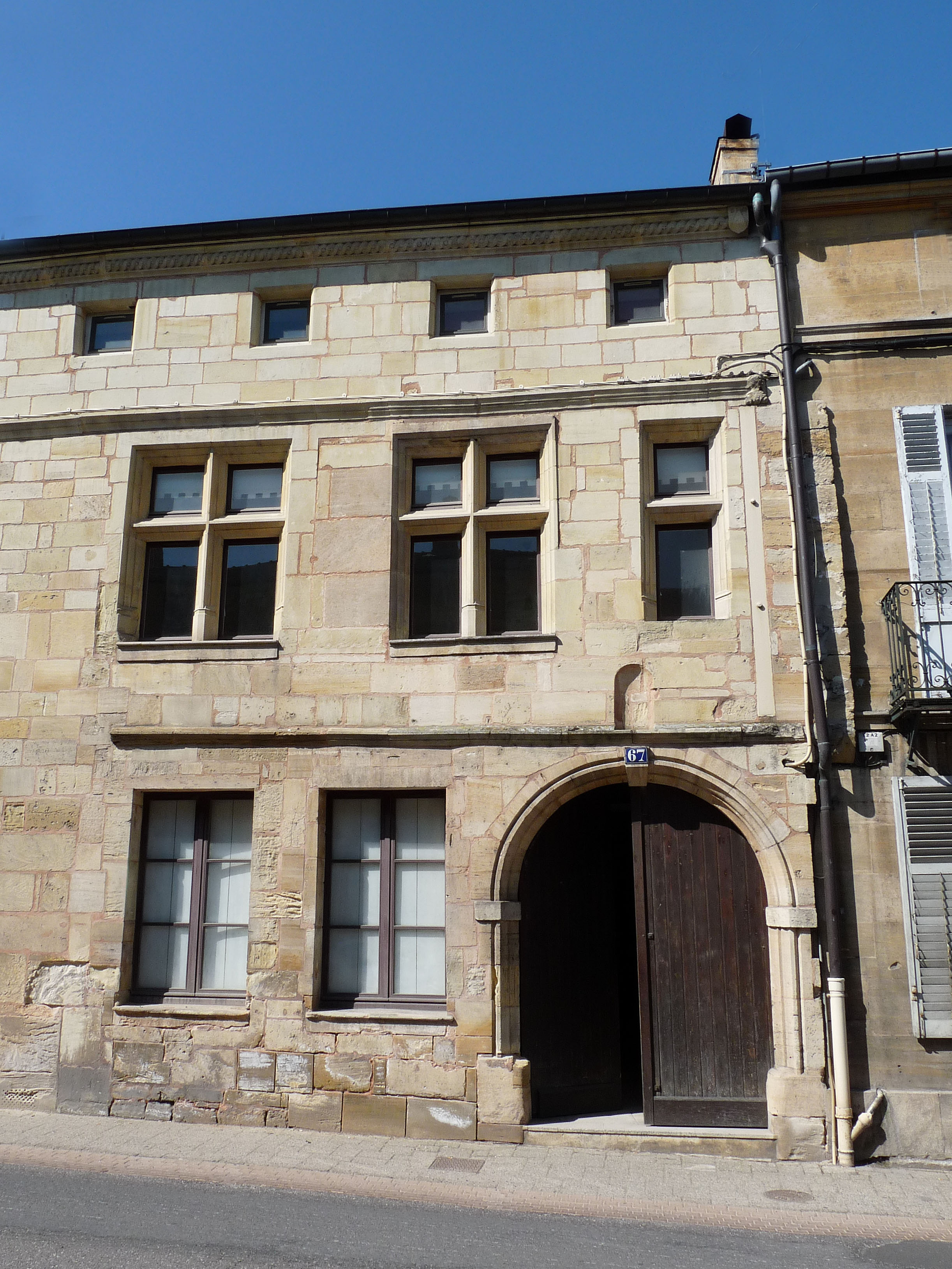
Hôtel de Radouan in Bar-le-Duc

Das Hôtel de Radouan in Bar-le-Duc, einer französischen Stadt im Département Meuse in Lothringen, wurde in der ersten Hälfte des 16. Jahrhunderts errichtet. Das Hôtel particulier an der Rue des Ducs-de-Bar Nr. 67 wurde 1988 als Monument historique in die Liste der Baudenkmäler in Frankreich aufgenommen.
Die Fassade des zweigeschossigen Stadtpalastes im Stil der Renaissance ist schlicht und lediglich durch Gesimse gegliedert.
Die rundbogige Einfahrt ist mit Rundstäben verziert. Auf der Agraffe ist eine moderne Hausnummer angebracht.